# Монтауро
Монта̀уро (на италиански: Montauro, на местен диалект Mentràvu, Ментраву) е село и община в Южна Италия, провинция Катандзаро, регион Калабрия. Разположено е на 393 m надморска височина. Населението на общината е 1514 души (към 2012 г.).